# Старая Клёвка
Ста́рая Клёвка (бел. Стара́я Клёўка) — деревня в составе Мощаницкого сельсовета Белыничского района Могилёвской области Республики Беларусь. Население — 30 человек (2009). Стоит на реке Клева.

## География

### Расположение
В 23 км на запад от Белынич, в 56 км от железнодорожной станции Друть (на линии Могилёв — Осиповичи), в 78 км от Могилёва.

### Климат
Климат умеренно-континентальный, с теплым летом и мягкой зимой. Средняя температура января — минус 5°С, июля — плюс 18,3°С. Зимой дуют южные ветры, летом восточные и северо-восточные. Средняя скорость ветра 3 м/с. Годовое количество осадков 550—650 мм.

## Транспортная система
Транспортная связь по просёлочной дороге, затем по автодороге Могилёв — Минск. Планировка состоит из прямолинейной улицы меридиональной ориентации. Застройка двухсторонняя, деревянными домами усадебного типа.

## История
В 1670 году упоминается как фольварк Клевка в Оршанском повете ВКЛ.
В 1885 году упоминается как село Клиёвка, 26 дворов, 206 жителей, в Эсьмонской волости Борисовского уезда Минской губернии. По переписи 1897 года действовали хлебозапасный магазин, церковь. С февраля до октября 1918 года оккупирована германской армией.
В 1930-е годы местные жители вступили в колхоз. 2 июля 1941 года оккупирована немецко-фашистскими захватчиками. В конце июня 1944 года гитлеровцы спалили 8 дворов. Во время Великой Отечественной войны на фронтах погибли 5 местных жителей. Освобождена 29 июня 1944 года.
В 1986 году — в составе совхоза «Искра» с центром в деревне Староселье.

## Население

### Численность
- 2009 год — 30 жителей.

### Динамика
- 1885 год — 26 дворов, 206 жителей.
- 1897 год — 40 дворов, 226 жителей.
- 1907 год — 42 двора, 306 жителей.
- 1940 год — 46 дворов.
- 1959 год — 197 жителей.
- 1970 год — 193 жителя.
- 1986 год — 90 жителей.
- 2002 год — 24 двора, 36 жителей[4].
- 2007 год — 24 двора, 32 жителя.
- 2009 год — 30 жителей.